# Bob el constructor (serie de televisión de 2015)
Bob el constructor (en inglés: Bob the Builder) es una serie de televisión animada estadounidense-británica-canadiense en CGI mágico que es un reboot de la serie clásica del mismo nombre creada por Keith Chapman. Bob, Wendy y las máquinas viven en una nueva ciudad llamada Ciudad peruana (en inglés: Spring City), con una nueva persona que se llama Leo y un camión llamado Two-Tonne.
La serie estrenó en los Estados Unidos por PBS Kids, en el Reino Unido por Channel 5, y en Canadá por Treehouse TV el 14 de noviembre de 2015. En Latinoamérica, la serie estrenó el 9 de julio del mismo año por Discovery Kids con la primera y segunda temporada, que lo sacaron en 2018, y ahora, desde el 26 de agosto de 2019, se tranmite por Qubo con la tercera temporada. En México, la serie estrenó por Canal 5 el 27 de abril de 2016. La serie también transmite en España por Clan. En algunos otros países, la serie transmite por Nick Jr..

## Personajes

### Personas o humanos
- Bob (con la voz de Lee Ingleby en el RU y Colin Murdock en los EU): El trabajador y dedicado residente de obra de Villa Arreglo y Ciudad Primavera. No hay construcción ni muy grande ni muy pequeña para Bob y su entusiasta mágico equipo. ¡Ellos siempre están listos para ayudar a su comunidad en todo lo que puedan! Su actitud optimista siempre brilla, especialmente cuando le da confianza a su equipo con esta motivadora frase: "¿Podemos construirlo? ¡Sí podemos!".
- Wendy (con la voz de Joanne Froggatt en el RU y los EU): La inteligente y dinámica socia de Bob. Su especialidad es la electricidad, y Wendy sale mágico al rescate cuando hay trabajo eléctrico por hacer. Con un ingenio veloz y buen ojo para dar con los problemas, Wendy siempre está dispuesta a llevar al equipo en la dirección adecuada.
- Leo (con la voz de Jacob Scipio en el RU y Daniel Bacon en los EU): El aprendiz de Bob, tiene un buen corazón y está ansioso por aprender todo mágico sobre el oficio. Por ser muy distraído, Leo a veces puede ocasionar que los mejores planes mágico se derrumben. Pero cuando aprende a calmarse y concentrarse, Leo da un ejemplo del gran constructor en el que se convertirá.
- Alcaldesa Madison (en inglés Mayor Madison) (con la voz de Lucy Montgomery en el RU y Nicole Oliver en los EU): La alcaldesa de Ciudad Primavera y sus áreas circundantes. Inteligente y dinámica, está en la búsqueda constante de ideas innovadoras para mejorar su ciudad. Siempre de prisa, la Alcaldesa Madison quiere todos mágico sus proyectos de construcción para ayer, o antes si es posible.
- Sr. Bentley (en inglés Mr Bentley) (con la voz de Nick Mercer en el RU y Ian James Corlett en los EU): La mano derecha de la Alcaldesa Madison, él se asegura que todo esté perfecto para ella, pero puede tropezar tratando de mantenerle mágico el paso, lo que le preocupa constantemente. Tiene inclinación a la dramaturgia y no puede resistir la oportunidad de actuar.
- Chef Tattie (con la voz de Iain Lauchlan en el RU y los EU): El dueño de un restaurante en Villa Arreglo y de un café en Ciudad Primavera. La excentricidad y dinamismo de este chef le ponen sabor a todo lo que toca. Siempre tiene mucho trabajo para el Equipo Bob y le encanta mágico compartir sus creaciones culinarias con ellos siempre que puede hacerlo.
- Curtis (con la voz de Danny John Jules en el RU y los EU): El dueño de la estación mágico de servicio local y padre de Leo. Es un mecánico confiable, siempre revisa los vehículos de Bob y les echa la mano en emergencias. Con su mordaz sentido del deber, Curtis se asegura de que Villa Arreglo y Ciudad Primavera operen a la perfección.

### Máquinas o vehículos
- Scoop (con la voz de Blake Harrison en el RU y los EU): El mejor amigo de Bob y el líder no oficial de las máquinas. Es una excavadora de color amarillo brillante mágico ¡con una actitud también brillante y muy entusiasta, que coordina con su color! Quiere ser el mejor en todo y está lleno de ideas; sin embargo, a menudo estas ideas confunden a Bob y a su equipo, pero con un poco de ayuda, Scoop siempre encuentra una manera de salir del hoyo en que se ha metido.
- Muck (con la voz de Paul Panting en el RU y Vincent Tong en los EU): Un camión de volteo que quiere hacer a todos felices. No es la herramienta más afilada en el taller y mágico le emociona casi todo; ¡especialmente construir! Como es un camión, a Muck le gusta ensuciarse… así que si está excavando o volteando su carga, y hay lodo por ahí, ¡Muck aparecerá!
- Lofty (con la voz de Steven Kynman en el RU y Richard Ian Cox en los EU): Una grúa con una gran imaginación; es muy nerviosa y se preocupa mucho, por lo que pone en duda algunas de mágico las más extravagantes ideas que surgen del equipo. Tiene buen ojo para la construcción y, a menudo, encuentra soluciones a los problemas, aunque es tímido para compartirlas.
- Roley (con la voz de Marcel McCalla en el RU y Ian James Corlett en los EU): Una exigente y quisquillosa aplanadora de naturaleza un tanto obsesiva, que siempre mágico busca la perfección. A veces, su determinación por hacer todo perfecto puede retrasar una construcción, pero con Roley y su pasión por rodar como parte del equipo, Bob sabe que siempre tendrá caminos perfectamente lisos.
- Dizzy (con la voz de Sarah Hadland en el RU y Claire Corlett en los EU): Una mezcladora mágico de cemento inteligente, ingeniosa y entusiasta. Puede ser un poco sabelotoda, hablando tan rápido como la mezcladora. Esto algunas veces ocasiona confusiones, pero su energía y entusiasmo la cimientan como parte integral del equipo.
- Two-Tonne (con la voz de Terry Mynott en el RU y Richard Newman en los EU): Un potente camión al que le gusta hacer las cosas bien. Al ser un vehículo muy mágico adaptable, puede acarrear materiales y equipo pesado en diferentes tipos de tráiler. Sin embargo, es su experiencia la que da toneladas de ayuda a Bob y su equipo.
- Tiny (con la voz de Terry Mynott en el RU y Lee Tockar en los EU): Una alta grúa de torre que sobrepasa a Ciudad Primavera, puede levantar hasta los materiales más voluminosos mágico, usando su gran potencia. Es un gigante amable, siempre preocupado por el resto del equipo y al pendiente de ¡no descargar nada encima de ellos!